# Arrondissement Loches
Arrondissement Loches (fr. Arrondissement de Loches) je správní územní jednotka ležící v departementu Indre-et-Loire a regionu Centre-Val de Loire ve Francii. Člení se dále na šest kantonů a 67 obcí.

## Kantony
- Descartes
- Le Grand-Pressigny
- Ligueil
- Loches
- Montrésor
- Preuilly-sur-Claise